# Piotr Jaroszewicz

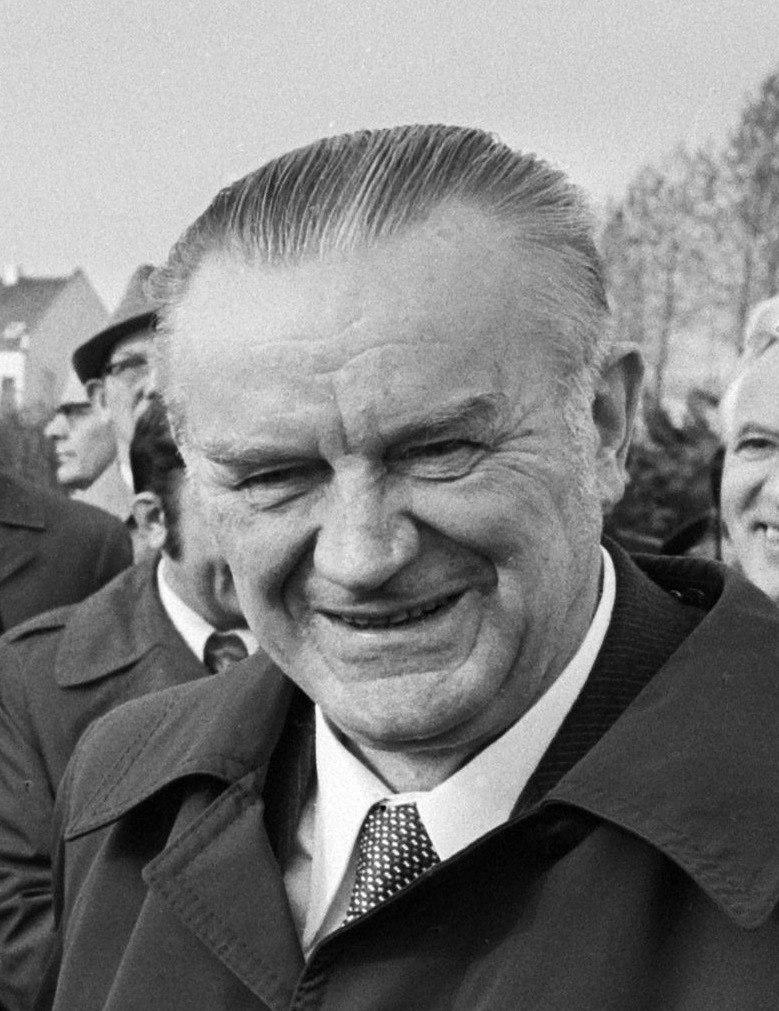
Piotr Jaroszewicz, 1977

Piotr Jaroszewicz (* 8. Oktober 1909 in Nieśwież, Russisches Kaiserreich; † 1. September oder 2. September 1992 in Warschau) war ein polnischer General und Politiker.

## Leben

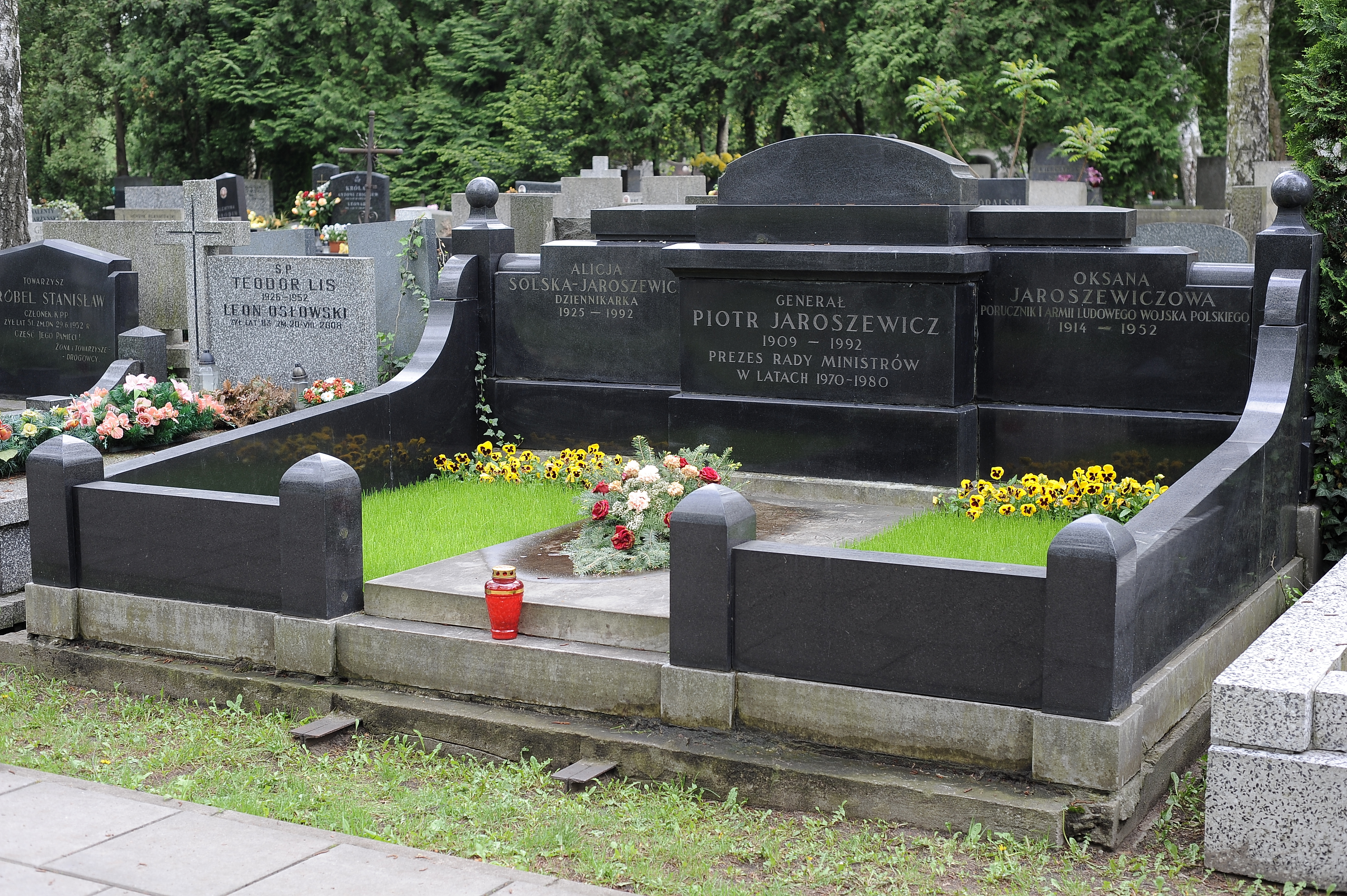
Familiengrab Jaroszewicz auf dem Powązki-Militärfriedhof in Warschau

Nach dem Schulbesuch in Jasło war er in den 1930er Jahren Grundschullehrer und -direktor. Nach Beginn des Zweiten Weltkriegs befand er sich unter sowjetischer Herrschaft und trat 1943 in die neue polnische Armee unter General Zygmunt Berling ein. Dort brachte er es bis zum Stellvertretenden Befehlshaber für politische und erzieherische Angelegenheiten der I. Armee. Seit 1943 war er Mitglied der PPR, von 1948 bis 1980 dann der PZPR.
Von 1945 bis 1950 war er stellvertretender Verteidigungsminister Polens, von 1952 bis 1970 stellvertretender Ministerpräsident, zwischen 1954 und 1956 gleichzeitig Minister für Bergbau. Seit 1948 gehörte er dem ZK an, seit 1964 dem Politbüro.
Nach dem Sturz Gomułkas ernannte ihn dessen Nachfolger Edward Gierek zum neuen Ministerpräsidenten. In den zehn Jahren seiner Amtszeit trat er vor allem mit wirtschaftspolitischen Maßnahmen in Erscheinung, die letztlich zur tiefen Staatskrise Polens in den 1970er Jahren beitrugen. Im Reformjahr 1980 wurde Jaroszewicz zusammen mit Gierek abgelöst, nach der Verhängung des Kriegsrechts am 13. Dezember 1981 durch Wojciech Jaruzelski wurde er interniert, später aus der PZPR ausgeschlossen und 1984 sogar vor den Staatsgerichtshof gestellt.
Im Spätsommer 1992 wurde er gemeinsam mit seiner Frau Alicja unter bis heute nicht geklärten Umständen in seinem Haus in einem Warschauer Vorort ermordet.